# Bacoachi
Bacoachi é um município do estado de Sonora, no México.